# Сестрички-зажигалки
«Сестрички-зажигалки» (англ. The Banger Sisters) — американская кинокомедия о двух женщинах за пятьдесят, которые в молодости сопровождали Джима Моррисона и других звёзд рок-музыки с целью предоставления им услуг сексуального характера.
Согласно русскому переводу фильма, это Фрэнк Заппа прозвал их «сестричками-зажигалками». По непонятным причинам иногда английское слово «banger» («зажигалка») в русском названии фильма оставляют без перевода, хотя оно не является фамилией и вообще не упоминается в дублированной версии фильма.

## Сюжет
Когда героиню Хоун — разбитную официантку Сюзетт — увольняют с работы в одном из ночных заведений Лос-Анджелеса, она принимает решение отправиться в Финикс, чтобы повидать старую подругу Винни и подзанять у неё деньжат. По дороге в её автомобиле заканчивается бензин, но денег на заправку у неё нет. На её счастье, незадачливую путешественницу выручает Гарри (в исполнении Джеффри Раша), пятидесятилетний писатель, который просит довезти его до Финикса, где он собирается свести счёты со своим отцом.
По приезде в Финикс Сюзетт выясняет, что её старая подруга (её играет Сарандон) ведёт жизнь чопорной домохозяйки и держит обеих дочерей в чёрном теле — ведь её супруг, преуспевающий адвокат, собирается баллотироваться в губернаторы штата. Появление Сюзетт, кажется, стало для неё неприятным сюрпризом: Винни опасается, что бывшая подруга станет шантажировать её, угрожая раскрытием компрометирующих фактов о бурной молодости, которая является секретом для её семейства.
Пока Сюзетт занимается сексуальным раскрепощением закомплексованного Гарри (она поселилась в его гостиничном номере), Винни под влиянием её появления заново переживает воспоминания молодости. Она скидывает порядком надоевший серый костюм, делает модную прическу и отправляется в компании Сюзетт на дискотеку. Она даже извлекает из чулана шкатулку, в которой хранятся сделанные двадцать лет назад фотографии пенисов рок-кумиров шестидесятых… Всё это становится шоком для её благочестивого семейства.

## В ролях
| Актёр              | Роль             |
| ------------------ | ---------------- |
| Голди Хоун         | Сюзетт           |
| Сьюзан Сарандон    | Лавинья Кингсли  |
| Джеффри Раш        | Гарри Пламмер    |
| Эрика Кристенсен   | Ханна Кингсли    |
| Робин Томас        | Рэймонд Кингсли  |
| Эва Амурри-Мартино | Джинджер Кингсли |

## Интересные факты
У Сюзетт автомобиль Chevrolet El Camino (1985 модельного года) с малоизвестным за пределами Америки типом кузова ют.